# Jan Roszkowski (zm. 1613)
Jan Roszkowski z Górki herbu Łodzia (ur. ok. 1575, zm. 28 października 1613) – kasztelan poznański (1611–1613), kasztelan przemęcki (1604–1611), kasztelan santocki (1601–1604).

## Życiorys
Jan sprawował urząd kasztelana poznańskiego w latach 1611–1613, kasztelana przemęckiego w latach 1604–1611 oraz kasztelana santockiego w latach 1601–1604.
Deputowany z Senatu do Kijowa w 1607 roku dla przeprowadzenia lustracji dóbr stołowych, dóbr martwej ręki, dóbr, które dotychczas nie były rewidowane albo na których stare sumy nie były ekstenuowane.
Był kolatorem kościoła parafialnego w Kazimierzu Biskupim oraz współwłaścicielem dóbr kazimierskich.